# 彼得·约皮希
彼得·约皮希（德語：Peter Joppich，1982年12月21日—），德国男子击剑运动员。他曾4次获得世界击剑锦标赛男子花剑个人冠军。他也参加了2004年、2008年、2012年和2016年四届夏季奥运会，其中在2012年夏季奥运会中收获一枚铜牌。